# Beni Milleuk
Beni Milleuk (în arabă بني ملوك) este o comună din provincia Tipaza, Algeria.
Populația comunei este de 8.045 de locuitori (2008).